# Hübnerita
La hübnerita o huebnerita és un mineral de la classe dels òxids. El seu nom va ser donat l'any 1865 per Eugene N. Riotte, en honor de l'enginyer de mines alemany Adolph Hübner. Pertany al grup de la wolframita.

## Característiques
La hübnerita és un mineral de tungstè i manganès, amb fórmula química és MnWO₄, de la classe dels òxids. Cristal·litza en el sistema monoclínic, i es presenta en forma de cristalls, agregats paral·lels i semiesfèrics. Els cristalls tenen forma de prisma o de tauletes primes. De coloració marró vermellosa o marró negrosa, pot tenir brillantor adamantina, resinosa o metàl·lica. Forma una sèrie de solució sòlida amb la ferberita, però mentre aquest últim és el terme extrem ric en ferro, la hübnerita és el terme extrem ric en manganès. S'utilitza el nom de wolframita per denominar els minerals indistingibles de la sèrie i aquells que són intermedis entre els dos membres finals. La hübnerita és més abundant que la ferberita, però menys que la wolframita.
Segons la classificació de Nickel-Strunz, la hübnerita pertany a «04.DB - Metall:Oxigen = 1:2 i similars, amb cations de mida mitjana; cadenes que comparteixen costats d'octàedres» juntament amb els següents minerals: argutita, cassiterita, plattnerita, pirolusita, rútil, tripuhyita, tugarinovita, varlamoffita, byströmita, tapiolita-(Fe), tapiolita-(Mn), ordoñezita, akhtenskita, nsutita, paramontroseïta, ramsdel·lita, scrutinyita, ishikawaïta, ixiolita, samarskita-(Y), srilankita, itriorocolumbita-(Y), calciosamarskita, samarskita-(Yb), ferberita, sanmartinita, krasnoselskita, heftetjernita, huanzalaïta, columbita-(Fe), tantalita-(Fe), columbita-(Mn), tantalita-(Mn), columbita-(Mg), qitianlingita, magnocolumbita, tantalita-(Mg), ferrowodginita, litiotantita, litiowodginita, titanowodginita, wodginita, ferrotitanowodginita, wolframowodginita, tivanita, carmichaelita, alumotantita i biehlita.

## Formació i jaciments
Es troba en filons hidrotermals d'altes temperatures, en pegmatites de granit i en dipòsits al·luvials i eluvions. Se'n troba associada a altres minerals, com turmalina, topazi, rodocrosita, molibdenita, fluorita, cassiterita i arsenopirita. Els jaciments d'aquest mineral són rars; cal assenyalar els d'Alemanya, a la vall de Rankach, Wolfach, i els dels Estats Units, a Arizona i Califòrnia. A Bolívia hi ha un jaciment a Llallagua, Departament de Potosí. Als territoris de parla catalana ha estat descrita a la mina Serrana (El Molar, Priorat).